# NGC 3996
NGC 3996 је спирална галаксија у сазвежђу Лав која се налази на NGC листи објеката дубоког неба.
Деклинација објекта је + 14° 17' 51" а ректасцензија 11h 57m 46,1s. Привидна величина (магнитуда) објекта NGC 3996 износи 13,9 а фотографска магнитуда 14,6. NGC 3996 је још познат и под ознакама UGC 6941, MCG 3-31-4, CGCG 98-11, IRAS 11551+1434, PGC 37628.